# 脱撒合
脱撒合（蒙古语：Dosuqa），《元朝秘史》等汉文史料中记作脱撒合，《史集》记作دوسوق（Dūsūqa），13世纪初蒙古帝国的千户长之一。
脱撒合归附成吉思汗的经历及具体事迹均无记载，《史集》中的“千户长列表”提及他为朵鲁班部出身的左翼千户长。《元朝秘史》中“脱撒合”被任命为开国功臣第72位千户长，一般认为与《集史》所指为同一人物。
脱撒合本人事迹无考，《史集》记载，脱撒合后裔兀儿合秃那颜及其子也速不花驸马随旭烈兀西征并定居伊朗，成为伊利汗国重臣。第二代君主阿八哈死后，第三代君主帖古迭儿与阿鲁浑内战时，也速不花支持阿鲁浑派并助其取胜。